# Шльончик Олександр Микитович
Олекса́ндр Мики́тович Шльо́нчик (28 квітня 1921, Чернігів — 15 липня 2008) — український майстер народних музичних інструментів та музикант.

## Життєпис

Торбан Шевченка, реставрований Олександром Шльончиком

Олександр Шльончик народився у Чернігові у родині робітника. Воював у німецько-радянській війні, де був захоплений у полон та втік із полону. Брав участь у повоєнній відбудові Чернігова.
Мешкаючи на Поліссі, займався відродженням і вдосконаленням фольклорних духових інструментів цього регіону та України в цілому, а також Литви, Молдови, Білорусі, Комі т. ін. Протягом понад 30 років працював на Чернігівській фабриці музичних інструментів.
Майстрував усі види дерев'яних духових інструментів (сопілки, джоломиги, фрілки, фуяри, ребра, кувиці, свирилі, наї, окарини), струнні щипкові (гуслі, мандоліни, домри), гітари, ударні (ксилофон), перкусію (тріскачки, коробочки, деркач і т. ін.). Реставрував практично усі види музичних інструментів. Найяскравішим прикладом є реставрація торбана, що належав Тарасу Шевченку.
Олександр Шльончик не лише виготовляв музичні інструменти, а й конструював їх. Він є автором родини кувиць із самостійною підстройкою, родин дерев'яних окарин, сопілок, ансамблів ріжків, очеретин, суремок, бандури для підлітків, самовчителя гри на бандурі.
Нагороджений низкою відзнак. Його бандура-прима (1965) та концертні цимбали (1967) удостоєні золотих медалей Виставки досягнень народного господарства СРСР.
Інструменти Шльончика звучать по всьому світу та брали участь у виставках в Україні і закордоном. Його інструменти використовували численні фольклорні музиканти і колективи, серед яких ВІА «Пісняри».[джерело?]
Серед учнів Олександра Шльончика — талановитий майстер музичних інструментів Олександр Бешун.

## Сім'я
Олександр Шльончик є дідусем українських електронних музикантів Олександра Жижченка, засновника та учасника гурту «Tomato Jaws», та Наталії Жижченко, солістки гуртів «ONUKA» та «Tomato Jaws».